# St. Blasius (Langenorla)

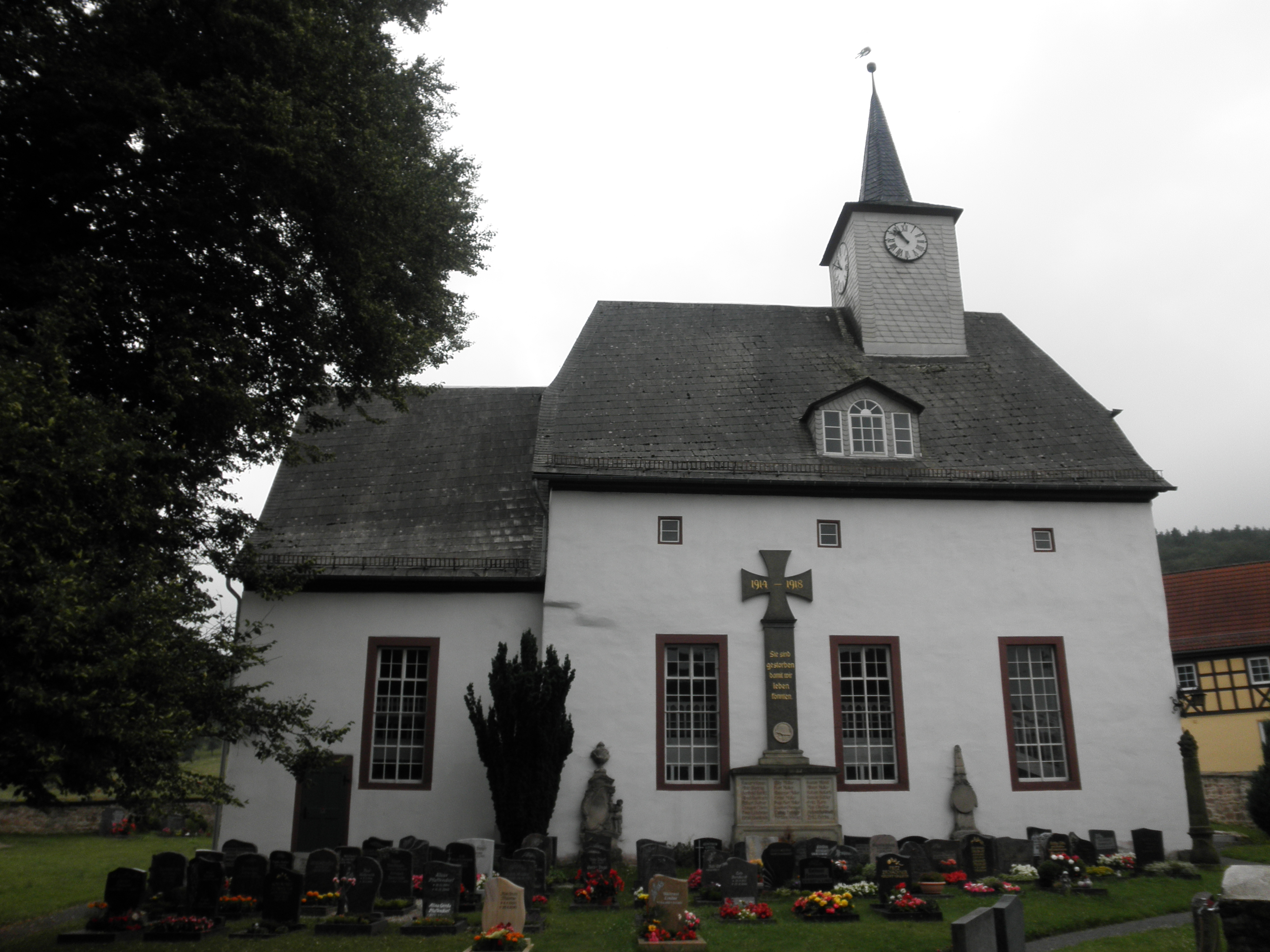
Die Kirche mit Kriegerdenkmal

Die Dorfkirche St. Blasius steht in der Gemeinde Langenorla in der Verwaltungsgemeinschaft Oppurg im Saale-Orla-Kreis in Thüringen.

## Geschichte
Über dem Eingangsportal verweisen die Jahreszahlen 1713, 1714, 1806 und 1910 auf besondere Ereignisse oder Maßnahmen am 1420 geweihten Gotteshaus.
Es besitzt zweigeteilte Räume, der Chor ist gotisch. Das Obergeschoss ist aus verputztem Fachwerk.
Über dem Altar an der Ostseite steht die Orgel aus dem Jahr 1893, die Kanzel ist seitlich angebracht. Der Altar besitzt Schmuck und die Jahreszahl 1715 sowie ein Bild des gekreuzigten Jesus mit Maria und Johannes sowie weitere Heilige.
Der gotische Taufstein und eine Holztaufe aus dem Jahre 1888 stehen an einer Seite. Eine Empore mit flachen Arkaden steht im Schiff sowie Epitaphe der Familie von Beust.
Die Decke des Raumes ist flach gewölbt. Drei Glasfenster wurden nach dem Ersten Weltkrieg gefertigt.
Im Dachreiter hängen vier Glocken, von denen zwei im Zweiten Weltkrieg eingeschmolzen und durch 2005 in Lauchhammer gegossene ersetzt wurden.
Die Orgel aus dem Jahre 1716 wurde von Johann Georg Fincke gebaut. Sie verfügt über 9 Register auf einem Manual und Pedal. 1999 und 2000 sorgten Ehrenamtliche dafür, dass sie wieder bespielt werden kann; 2021/2022 folgte eine Restaurierung durch Hoffmann & Schindler.